# Schweizer Filmpreis/Beste Nebenrolle
Sämtliche Gewinner des Schweizer Filmpreises in der gemischtgeschlechtlichen Kategorie Beste Nebenrolle, der von 2004 bis 2007 vergeben wurde. Zuvor waren von 2000 bis 2003 Preise in den Kategorien Beste Darstellerin und Bester Darsteller ausgelobt worden. 2008 wurden diese Kategorien wieder neu eingeführt und ersetzten zunächst den Preis für die Beste Nebenrolle. Seit 2011 wird auch die beste Nebenrolle wieder honoriert.
| Jahr | Preisträger         | für den Film                                | Nominierungen                                                                                |
| ---- | ------------------- | ------------------------------------------- | -------------------------------------------------------------------------------------------- |
| 2004 | Gilles Tschudi      | Mein Name ist Bach                          | Sara Capretti in Haus ohne Fenster Anatole Taubman in Mein Name ist Bach                     |
| 2005 | Johanna Bantzer     | Strähl                                      | Natacha Koutchoumov in Dummer Junge – Garçon stupide Philippe Stengele in Verflixt verliebt  |
| 2006 | Marthe Keller       | Fragile                                     | Zoé Miku in Snow White Mike Müller in Mein Name ist Eugen                                    |
| 2007 | Natacha Koutchoumov | Pas de panique                              | Hanspeter Müller-Drossaart in Jeune Homme Leonardo Nigro in Nachbeben                        |
| 2011 | Carla Juri          | 180°                                        | Martin Hug in How About Love Stefan Kurt in Stationspiraten                                  |
| 2012 | Stefan Kurt         | Der Verdingbub                              | Hanspeter Müller-Drossaart in Eine wen iig, dr Dällebach Kari Marcus Signer in Mary & Johnny |
| 2013 | Antonio Buíl        | Opération Libertad                          | Judith Hofmann in Rosie Sebastian Ledesma in Rosie                                           |
| 2014 | Dimitri Stapfer     | Left Foot Right Foot                        | Leonardo Nigro in Die schwarzen Brüder Pascal Ulli in Der Goalie bin ig                      |
| 2015 | Peter Jecklin       | Der Kreis                                   | Nils Althaus in Pause Ella Rumpf in Chrieg                                                   |
| 2016 | Ivan Georgiev       | La vanité                                   | Chiara Carla Bär in Amateur Teens Leonardo Nigro in Schellen-Ursli                           |
| 2017 | Rachel Braunschweig | Die göttliche Ordnung                       | Therese Affolter in Die göttliche Ordnung Sibylle Brunner in Die göttliche Ordnung           |
| 2018 | Jessy Moravec       | Mario                                       | Zoë Pastelle Holthuizen in Blue My Mind Mona Petri in Tiere                                  |
| 2019 | Pauline Schneider   | Der Preis der Arbeit (Ceux qui travaillent) | Sunnyi Melles in Wolkenbruch Noémie Schmidt in Wolkenbruch                                   |
| 2020 | Cecilia Steiner     | Der Büezer                                  | Antonio Buil in Insoumis Andrea Zogg in Der Büezer                                           |
| 2021 | Marthe Keller       | Schwesterlein                               | Dimitri Stapfer in Beyto Masha Demiri in Spagat                                              |
| 2022 | Anaïs Uldry         | La Mif                                      | Charlie Areddy in La Mif Luna Wedler in Soul of a Beast                                      |
| 2023 | Elli Spagnolo       | Die Linie                                   | Ueli Jäggi in Die goldenen Jahre Ursina Lardi in La Dérive des Continents (aus Sud)          |
| 2024 | Maud Wyler          | Der Königsweg                               | Sarah Spale in Die Nachbarn von oben Roland Vouilloz in Vous n’êtes pas Ivan Gallatin        |
| 2025 | Rachel Braunschweig | Friedas Fall                                | Stefan Gubser in Landesverräter Paula Schindler in Der Spatz im Kamin                        |